# Wohnhausanlage Wohnen mit Kindern

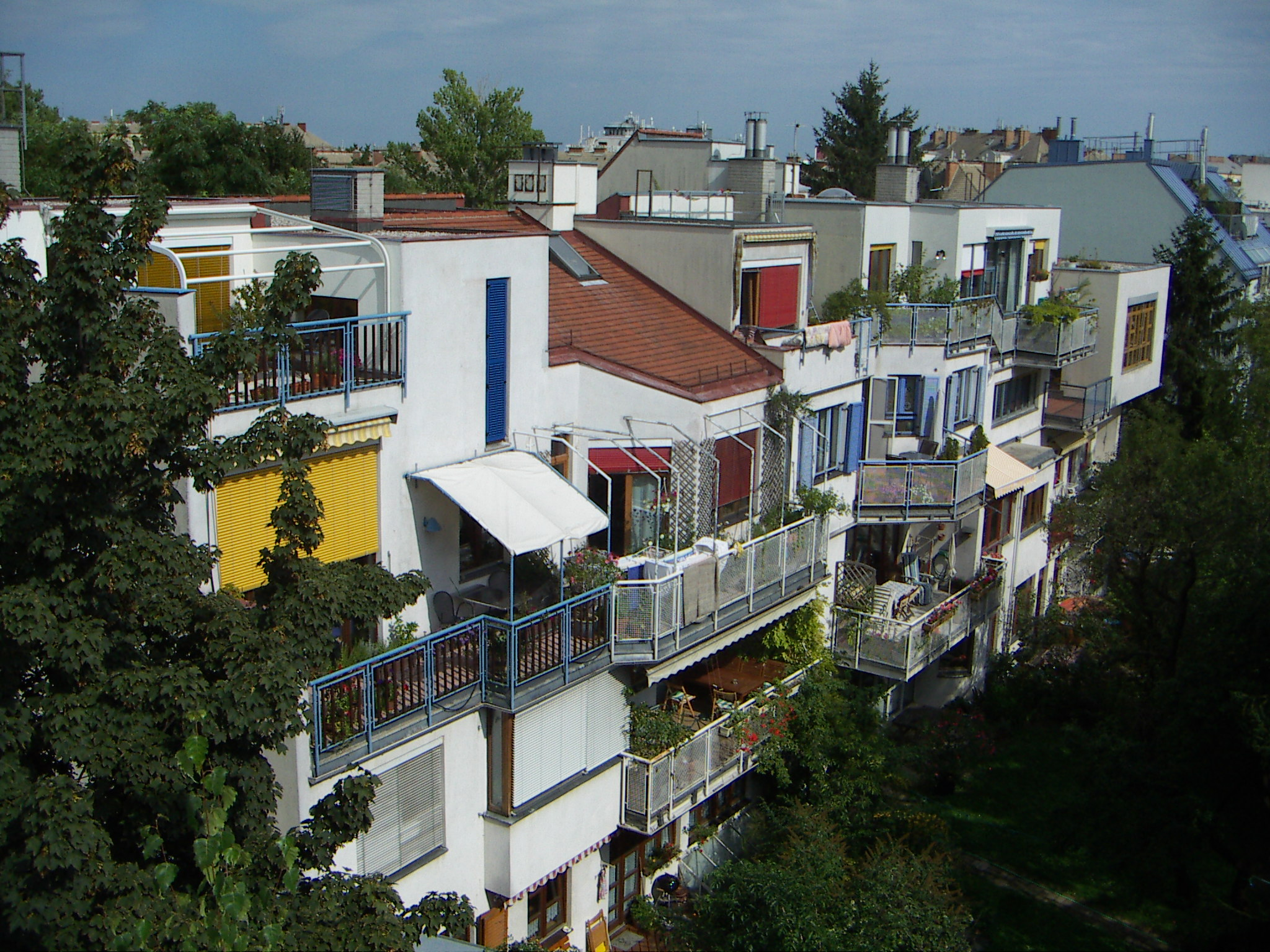
Haus Wiener Gasse, hofseitig

Die Wohnhausanlage Wohnen mit Kindern in Wien-Floridsdorf wurde von 1980 bis 1984 mit Architekt Ottokar Uhl entworfen und errichtet. Die Wohnhausanlage ist ein international beachteter Wohnbau für kindgerechte Gemeinschaftsräume und Wohnungen. Die Errichter verstanden sich als Pioniere in der Mitbestimmung bei der Wohnbauplanung, das Projekt aber auch als Modellprojekt einer Selbstverwaltung der Bewohner.

## Ausgangssituation
Studenten mit Kindern im Umfeld der Katholischen Hochschulgemeinde in Wien suchten in gemeinsamen Besprechungen nach Möglichkeiten eines familiengerechten Wohnens im städtischen Bereich. Als ein Grundstückskauf möglich wurde, entstand der Verein Wohnen mit Kindern. Mit dem Architekturbüro Ottokar Uhl und den dortigen Mitarbeitern Franz Kuzmich, Erich Müller und Martin Wurnig wurde die Planung und Errichtung eines kindergerechten Wohnhausbaues geleistet.

## Bauplanung
Zwei Grundstücke, schon in der Vornutzung als Kohlenhandlung hofseitig übers Eck verbunden, wurden mit zwei Gebäuden, Jeneweingasse 32 (6 Wohnungen) und Wiener Gasse 6 (10 Wohnungen), bebaut.
Unter Einhaltung der Bestimmungen der Wohnbauförderung wurde ein Maximum an Gemeinschaftsräumen errichtet und der gesetzliche Kostenrahmen unterschritten.
Die Gestaltung des hofseitigen Gartens wurde mit dem Landschaftsarchitekt János Koppándy erarbeitet, welcher den Garten mit einem Rodel-Hügel versah.

## Selbstverwaltung
Der bei der Planung und Errichtung entwickelte Modus der Entscheidungsfindung wurde in der Bewohnungsphase mit monatlichen Sitzungen fortgesetzt, wobei ein Bewohner die Wohnanlagengemeinschaft nach außen vertreten hat. Im Jahre 1991 wurden die Wohnungen vom Trägerverein ins Wohnungseigentum übergeben, wobei beide Häuser eine Wohnungseigentümergemeinschaft bilden.
Im Haus Jeneweingasse befand sich von 1984 bis 2014 ein offener Kindergarten, der auch von Kindern des Bezirkes genutzt wurde.